# Christian Pravda
Christian Pravda (ur. 8 marca 1927 w Kufstein, zm. 11 listopada 1994 w Kitzbühel) – austriacki narciarz alpejski, dwukrotny medalista olimpijski i czterokrotny medalista mistrzostw świata.

## Kariera
Pierwszy występ na dużej imprezie międzynarodowej Christian Pravda zanotował w 1948 roku, kiedy wystąpił na igrzyskach olimpijskich w Sankt Moritz. W swoim jedynym starcie, slalomie, został jednak zdyskwalifikowany już w pierwszym przejeździe. Dwa lata później wystartował na mistrzostwach świata w Aspen, gdzie jego najlepszym wynikiem było piąte miejsce w zjeździe. Pierwszy medal wywalczył na igrzyskach olimpijskich w Oslo w 1952 roku, gdzie był drugi w slalomie. W zawodach tych rozdzielił na podium Norwega Steina Eriksena oraz swego rodaka, Toniego Spissa. Dzień później Pravda zdobył brązowy medal w zjeździe, w którym lepsi okazali się tylko Włoch Zeno Colò i kolejny reprezentant Austrii – Othmar Schneider. Na tych samych igrzyskach zajął ponadto 29. miejsce w slalomie. Największy sukces osiągnął jednak na rozgrywanych w 1954 roku mistrzostwach świata w Åre, gdzie zwyciężył w zjeździe. W Åre wywalczył także srebrny medal w kombinacji, plasując się za Steinem Eriksenem, a przed Stigiem Sollanderem ze Szwecji. Blisko medalu był także w slalomie, jednak ostatecznie zajął czwarte miejsce, przegrywając walkę o podium ze Spissem o 0,16 s.
W 1955 roku utracił status amatora po tym, jak nawiązał współpracę z francuskim producentem sprzętu narciarskiego. Z tego powodu nie mógł wystąpić na igrzyskach olimpijskich w Cortinie d’Ampezzo w 1956 roku. Niedługo później wyjechał do Stanów Zjednoczonych, gdzie pracował jako instruktor narciarstwa. Do Austrii wrócił w latach 70. Był siedmiokrotnym mistrzem Austrii: w zjeździe w 1954 roku, slalomie i gigancie w latach 1951 i 1952 oraz kombinacji w latach 1951 i 1954.

## Osiągnięcia

### Igrzyska olimpijskie
| Miejsce | Dzień     | Rok  | Miejscowość  | Konkurencja | Czas biegu | Strata | Zwycięzca        |
| ------- | --------- | ---- | ------------ | ----------- | ---------- | ------ | ---------------- |
| DSQ     | 5 lutego  | 1948 | Sankt Moritz | Slalom      | 2:10,3     | –      | Edy Reinalter    |
| 2.      | 15 lutego | 1952 | Oslo         | Gigant      | 2:25,0     | +1,9   | Stein Eriksen    |
| 3.      | 16 lutego | 1952 | Oslo         | Zjazd       | 2:30,8     | +1,6   | Zeno Colò        |
| 29.     | 19 lutego | 1952 | Oslo         | Slalom      | 2:00,0     | +54,7  | Othmar Schneider |

### Mistrzostwa świata
| Miejsce | Dzień     | Rok  | Miejscowość  | Konkurencja | Czas biegu | Strata    | Zwycięzca         |
| ------- | --------- | ---- | ------------ | ----------- | ---------- | --------- | ----------------- |
| DSQ     | 5 lutego  | 1948 | Sankt Moritz | Slalom      | 2:10,3     | –         | Edy Reinalter     |
| 12.     | 14 lutego | 1950 | Aspen        | Gigant      | 1:54,4     | +2,9      | Zeno Colò         |
| 40.     | 16 lutego | 1950 | Aspen        | Slalom      | 2:06,4     | +17,2     | Georges Schneider |
| 5.      | 18 lutego | 1950 | Aspen        | Zjazd       | 2:34,4     | +3,7      | Zeno Colò         |
| 2.      | 15 lutego | 1952 | Oslo         | Gigant      | 2:25,0     | +1,9      | Stein Eriksen     |
| 3.      | 16 lutego | 1952 | Oslo         | Zjazd       | 2:30,8     | +1,6      | Zeno Colò         |
| 29.     | 19 lutego | 1952 | Oslo         | Slalom      | 2:00,0     | +54,7     | Othmar Schneider  |
| 4.      | 1 marca   | 1954 | Åre          | Slalom      | 2:20,06    | +6,83     | Stein Eriksen     |
| 14.     | 3 marca   | 1954 | Åre          | Gigant      | 1:52,5     | +5,5      | Stein Eriksen     |
| 1.      | 7 marca   | 1954 | Åre          | Zjazd       | 1:59,6     | –         | –                 |
| 2.      | 7 marca   | 1954 | Åre          | Kombinacja  | 4,08 pkt   | +2,88 pkt | Stein Eriksen     |